# 알렉세이 카사토노프
알렉세이 빅토로비치 카사토노프(러시아어: Алексе́й Ви́кторович Касато́нов, 1959년 10월 14일~)는 소련과 러시아의 아이스하키 선수, 지도자로 현역 시절 포지션은 수비수이다. 소련 시절 CSKA 모스크바에서 대부분의 선수 생활을 보냈으며, 국제 대회에서 소련 국가대표팀의 일원으로 활동했다.  그는 CSKA 모스크바의 선수로서 리그 경기 577경기 출전했으며 소련 리그 올스타 9회에 올랐다. 또한 1979년부터 1989년까지 11회 연속으로 소련 리그 우승을 달성했다.
1989년 소련의 스포츠 선수들이 해외 리그 진출이 허용되자 북아메리카 내셔널 하키 리그(NHL)로 이적하여 1997년까지 뉴저지 데블스,  마이티 덕스 오브 애너하임, 세인트루이스 블루스, 보스턴 브루인스 소속으로 뛰었다. 그는 NHL 정규 경기 383경기 출전했으며 1994년에는 NHL 올스타전에 출전했다. 이후 1997년에 NHL를 떠나 러시아로 돌아와 CSKA 모스크바에서 1시즌을 뛴 후 프로 선수 경력을 마무리했다.
카사토노프는 1979년부터 1991년까지 소련 국가대표팀 소속으로 뛰었으며 1980년 동계 올림픽에서 은메달, 1984년, 1988년 동계 올림픽에서 금메달을 획득했다. 그는 세계 선수권 대회에서 금메달 5개, 은메달 1개, 동메달 2개를 획득했으며 국가대표팀 선수로서 299경기 출전했다.